# Leonel Pontes
Leonel Pontes (teljes nevén: Leonel Pontes da Encarnação, Porto da Cruz, Funchal, Portugália, 1972. július 9. –) portugál labdarúgóedző.

## Pályafutása

### Edzőként
Edzői karrierjét 2002-ben kezdte komolyabb játékospályafutás nélkül. Az akkor 30 éves Pontes a Sporting CP B csapatánál volt pályaedző két évig, majd megkapta ugyanezt a feladatot 2004-ben az U19-es csapatnál is. A következő szintlépés 2005-ben jött, akkor már a felnőttcsapat menedzser asszisztensévé lépett elő, Paulo Bento vette magához segítőnek. A patinás portugál csapatnál négy szezont húzott le ebben a pozícióban, majd 2009 novemberében Bento távozása után egy meccs erejéig megbízott vezetőedzőként irányította a zöld-fehér együttest.
2010 szeptemberében aztán kinevezték Paulo Bentot a portugál felnőtt válogatott szövetségi kapitányává, aki rögtön be is hívta stábjába korábbi segédjét, így Pontes igen megtisztelő feladatot kapott. Négy évig volt a válogatott segédedzője, részt vett a 2012-es Európa-bajnokságon, majd a 2014-es világbajnokságon is. Utóbbi nem túl jó emlékű a portugálok számára, hiszen már a csoportkört követően búcsúzni kényszerültek, ez pedig Bento és stábjának állásába került.
2014 nyarán az elsőosztályú Maritimo nevezte ki vezetőedzőnek. Harminc mérkőzésen ült a csapat kispadján, tavasszal ugyanis menesztették őt, a kilencedik helyen zárták a szezont, az utolsó négy meccsen viszont már nem ő trenírozta a gárdát. A nyáron új csapatot talált magának, a görög Panaitolikószhoz vezetett útja. Az első osztályban szereplő együttest mindössze öt mérkőzésen irányíthatta, hiszen már szeptember végén távozott a csapattól. Irányítása alatt két győzelmet, egy döntetlent, és két vereséget számlált a csapat, így aligha a gyenge kezdés miatt kellett távoznia, vélhetően a később utolsó helyen záró Kalloni elleni súlyos, 5-1-es vereség tette be neki a kaput.
Nem sokáig maradt azonban csapat nélkül, hiszen még az év novemberében az egyiptomi Al-Ittihad  szakvezetője lett. A szezon végét azonban itt sem érte meg, 2016. március 9-én távozott az együttestől. Tizenhat mérkőzésen 0,94-es pontátlagot ért el csapatával, így sikeresnek nem volt nevezhető szereplésük, nem is meglepő, hogy csupán a 14. helyen végzett az Ittihad, negatív mérleggel.
2016. augusztus 8-án a Debreceni VSC hivatalosan bemutatta őt, mint a csapat új vezetőedzőjét, akivel 3 éves szerződést kötött a többszörös magyar bajnok. A hajdúsági csapat irányításával 28 bajnokin nyolcszor győzött, hét döntetlen mellett pedig tizenhárom alkalommal vereséget szenvedett, a kupában pedig a harmadosztályú Győr verte ki a DVSC-t a legjobb 64 közé jutásért rendezett mérkőzésen. 2017. május 22-én, egy fordulóval a bajnokság vége előtt közös megegyezéssel felbontották a szerződését. 2019 szeptemberében ideiglenesen a Sporting CP vezetőedzője lett. Szeptember végén átadta helyét a csapat élére kinevezett Silasnak, ő pedig visszatért a klub U23-as csapatának kispadjára.

## Statisztika

### Edzőként
| Csapat        | –tól               | –ig                  | Statisztika | Statisztika | Statisztika | Statisztika | Statisztika | Statisztika | Statisztika | Statisztika |
| Csapat        | –tól               | –ig                  | M           | GY          | D           | V           | RG          | KG          | GK          | GY %        |
| ------------- | ------------------ | -------------------- | ----------- | ----------- | ----------- | ----------- | ----------- | ----------- | ----------- | ----------- |
| Marítimo      | 2014. július 1.    | 2015. március 2.     | 30          | 13          | 4           | 13          | 41          | 37          | +4          | 43,3%       |
| Panetolikos   | 2015. június 10.   | 2015. szeptember 28. | 5           | 2           | 1           | 2           | 6           | 8           | –2          | 40%         |
| Al Ittihad    | 2015. november 20. | 2016. március 9.     | 16          | 4           | 3           | 9           | 12          | 21          | –9          | 25%         |
| Debreceni VSC | 2016. augusztus 8. | 2017. május 22.      | 29          | 8           | 7           | 14          | 32          | 42          | –10         | 27,6%       |
| Összesítve    | Összesítve         | Összesítve           | 80          | 27          | 15          | 38          | 91          | 108         | –17         | 33,8%       |

Minden tétmérkőzést számítva